# Francisco Conceição
Francisco Fernandes da Conceição (Coimbra, 14 dicembre 2002) è un calciatore portoghese, attaccante della Juventus e della nazionale portoghese, con la quale ha vinto la UEFA Nations League 2024-2025.

## Biografia
Soprannominato Chico, è figlio dell'ex calciatore e allenatore Sérgio Conceição; anche i suoi fratelli maggiori Sérgio e Rodrigo sono calciatori professionisti.

## Caratteristiche tecniche
È un esterno destro con attitudine molto offensiva, infatti si può adattare a giocare anche come ala, sia di sinistra che di destra. È dotato di un'ottima tecnica e di una grande velocità palla al piede con la quale cerca di scartare gli avversari ed entrare nella zona centrale del campo; per questo è stato paragonato dalla stampa portoghese a Eden Hazard e a Lionel Messi.

## Carriera

### Club

#### Gli inizi e prima esperienza al Porto
Conceição ha iniziato a muovere i suoi primi passi nel calcio nel settore giovanile del Belenenses, dove già giocavano i suoi fratelli, prima di entrare a far parte delle giovanili dello Sporting Lisbona all'età di otto anni, trascorrendo sei stagioni nei Leões. Con l'approdo del padre Sérgio al Porto, anche lui cambia squadra salvo prima trascorrere una stagione in prestito al Padroense prima di rientrare alla base nel 2018. Il 27 agosto 2020, firma il suo primo contratto da professionista con il club. Ha fatto il suo debutto tra i professionisti il 13 settembre 2020 con il Porto B nella prima giornata di Segunda Liga, persa per 1-0 contro il Varzim. Dal nuovo anno viene promosso in pianta stabile in prima squadra, con la quale esordisce il 13 febbraio 2021, subentrando al 77' minuto a Wilson Manafá nella gara casalinga di Primeira Liga pareggiata per 2-2 contro il Boavista. Quattro giorni dopo fa il suo debutto nelle competizioni europee subentrando nella gara d'andata degli ottavi di finale vinta per 2-1 contro la Juventus, diventando il secondo giocatore più giovane del Porto a giocare una partita di Champions League. Conclude la sua prima stagione tra i professionisti con 20 presenze e 4 reti con la squadra B, mentre totalizza 17 presenze con la prima squadra.
Il 20 novembre 2021, realizza la sua prima rete con il Porto segnando il gol del definitivo 5-1 sul Feirense, gara valida per il quarto turno di Taça de Portugal. L'8 gennaio 2022, sigla la sua prima rete in campionato mettendo in porta il gol della vittoria nella gara esterna contro l'Estoril Praia (2-3). Il 9 marzo successivo, esordisce anche in Europa League, giocando i minuti finali dell'andata degli ottavi di finale persa per 1-0 contro l'Olympique Lione. Il 7 maggio 2022, vince il suo primo trofeo in carriera dopo la vittoria per 1-0 contro i rivale del Benfica, aggiudicandosi matematicamente il campionato. Il 25 maggio seguente, subentrando nella finale di coppa nazionale contro il Tondela vinta per 3-1, vincendo per la prima volta la competizione.

#### Ajax e ritorno al Porto
Il 21 luglio 2022, viene ufficializzato il suo acquisto da parte dell'Ajax per 5 milioni di euro. Debutta con i lancieri il 3 settembre successivo, subentrando nella vittoria casalinga per 4-0 contro il Cambuur. Il 1º novembre 2022 realizza la sua prima rete in Champions League, nell'ultima gara della fase a gironi vinta per 3-1 contro i Rangers. Durante il corso dell'anno disputa anche sette partite con lo Jong Ajax, mettendo a segno cinque reti, mentre con la prima squadra totalizza 28 presenze ed una singola rete, trovando poco spazio.
Il 1º settembre 2023 fa ritorno al Porto, in prestito con obbligo di riscatto a 10,5 milioni di euro, nel caso in cui il giocatore avesse giocato almeno 45 minuti in 25 partite. Torna in campo con i Dragões il 19 settembre successivo, nella prima gara della fase a gironi di Champions League vinta per 3-1 contro lo Šachtar. Torna a segnare con i portoghesi nella vittoria dell'11 novembre in campionato contro il Vitória Guimarães, dove fornisce anche un assist. Il 23 aprile 2024 viene riscattato a titolo definitivo dalla squadra portoghese per 9 milioni di euro.

#### Juventus
Il 27 agosto 2024 passa in prestito oneroso alla Juventus, in Serie A, per 7 milioni di euro, più 3 di bonus. Esordisce con i bianconeri, nonché in Serie A, il successivo 1º settembre nella partita casalinga contro la Roma (0-0), subentrando nella ripresa a Samuel Mbangula. Il 28 settembre, alla sua seconda presenza, segna la sua prima rete in Serie A, fissando il risultato sul definitivo 3-0 in casa del Genoa; si ripete il 2 ottobre, segnando all’esordio in Champions League in casa del RB Lipsia con la rete del definitivo 2-3 a favore dei bianconeri. Il 17 dicembre va a segno all'esordio in Coppa Italia, firmando la terza rete nel successo per 4-0 contro il Cagliari negli ottavi di finale; quindi il 16 febbraio 2025, in campionato, decide il derby d'Italia a Torino contro l'Inter. Chiude la stagione con 5 reti ufficiali in tutte le competizioni stagionali. Confermato per la Coppa del Mondo per Club  FIFA 2025, all'esordio segna subito la sua prima doppietta in bianconero nel successo per 5-0 contro l'Al-Ain.
Il 22 luglio 2025 viene acquistato a titolo definitivo dal club bianconero, con cui sottoscrive un accordo valido fino al 30 giugno 2030.

### Nazionale
Conceição ha rappresentato numerose volte il Portogallo a livello giovanile, dall'Under-16 fino all'Under-21, prendendo parte con quest'ultima - per due volte - agli europei di categoria, raggiungendo la finale nel 2021.
Il 15 marzo 2024 viene convocato per la prima volta in nazionale maggiore, con cui esordisce undici giorni dopo nell'amichevole persa per 2-0 contro la Slovenia. Viene poi convocato dal CT Roberto Martínez per prendere parte agli europei del 2024 in Germania. Il 18 giugno 2024, nella prima partita della fase a gironi contro la Rep. Ceca, segna il suo primo gol al 92º, dopo essere entrato in campo appena 2 minuti prima, gol che vale la vittoria portoghese (2-1). Questa rete gli consente di diventare il secondo figlio d'arte a fare gol in un campionato europeo di calcio dopo Federico Chiesa (e nel loro caso pure i padri hanno segnato agli europei).
Viene convocato per la fase finale della UEFA Nations League 2025 che si svolge in Germania, dove segna il gol del pareggio nella semifinale successivamente vinta contro i padroni di casa tedeschi, conquistando alla fine anche la vittoria finale nella manifestazione.

## Statistiche

### Presenze e reti nei club
Statistiche aggiornate al 1º luglio 2025.
| Stagione        | Squadra         | Campionato      | Campionato | Campionato | Coppe nazionali | Coppe nazionali | Coppe nazionali | Coppe continentali | Coppe continentali | Coppe continentali | Altre coppe | Altre coppe | Altre coppe | Totale | Totale |
| Stagione        | Squadra         | Comp            | Pres       | Reti       | Comp            | Pres            | Reti            | Comp               | Pres               | Reti               | Comp        | Pres        | Reti        | Pres   | Reti   |
| --------------- | --------------- | --------------- | ---------- | ---------- | --------------- | --------------- | --------------- | ------------------ | ------------------ | ------------------ | ----------- | ----------- | ----------- | ------ | ------ |
| 2020-2021       | Porto B         | SL              | 20         | 4          | -               | -               | -               | -                  | -                  | -                  | -           | -           | -           | 20     | 4      |
| 2020-2021       | Porto           | PL              | 14         | 0          | CP+CdL          | 1+0             | 0+0             | UCL                | 2                  | 0                  | -           | -           | -           | 17     | 0      |
| 2021-2022       | Porto           | PL              | 25         | 2          | CP+CdL          | 4+1             | 1+0             | UCL+UEL            | 2+1                | 0+0                | -           | -           | -           | 33     | 3      |
| 2022-2023       | Jong Ajax       | EED             | 7          | 5          | -               | -               | -               | -                  | -                  | -                  | -           | -           | -           | 7      | 5      |
| 2022-2023       | Ajax            | ED              | 19         | 0          | CO              | 5               | 0               | UCL+UEL            | 3+1                | 1+0                | SO          | 0           | 0           | 28     | 1      |
| 2023-2024       | Porto           | PL              | 27         | 5          | CP+CdL          | 6+2             | 1+1             | UCL                | 8                  | 1                  | -           | -           | -           | 43     | 8      |
| Totale Porto    | Totale Porto    | Totale Porto    | 66         | 7          |                 | 14              | 3               |                    | 13                 | 1                  |             | -           | -           | 93     | 11     |
| 2024-2025       | Juventus        | A               | 26         | 3          | CI              | 2               | 1               | UCL                | 9                  | 1                  | SI+Cmc      | 0+3         | 0+2         | 40     | 7      |
| 2025-2026       | Juventus        | A               | -          | -          | CI              | -               | -               | UCL                | -                  | -                  | -           | -           | -           | -      | -      |
| Totale Juventus | Totale Juventus | Totale Juventus | 26         | 3          |                 | 2               | 1               |                    | 9                  | 1                  |             | 3           | 2           | 40     | 7      |
| Totale carriera | Totale carriera | Totale carriera | 138        | 19         |                 | 21              | 4               |                    | 26                 | 3                  |             | 3           | 2           | 188    | 28     |

### Cronologia presenze e reti in nazionale
| Cronologia completa delle presenze e delle reti in nazionale ― Portogallo | Cronologia completa delle presenze e delle reti in nazionale ― Portogallo | Cronologia completa delle presenze e delle reti in nazionale ― Portogallo | Cronologia completa delle presenze e delle reti in nazionale ― Portogallo | Cronologia completa delle presenze e delle reti in nazionale ― Portogallo | Cronologia completa delle presenze e delle reti in nazionale ― Portogallo | Cronologia completa delle presenze e delle reti in nazionale ― Portogallo | Cronologia completa delle presenze e delle reti in nazionale ― Portogallo |
| Data                                                                      | Città                                                                     | In casa                                                                   | Risultato                                                                 | Ospiti                                                                    | Competizione                                                              | Reti                                                                      | Note                                                                      |
| ------------------------------------------------------------------------- | ------------------------------------------------------------------------- | ------------------------------------------------------------------------- | ------------------------------------------------------------------------- | ------------------------------------------------------------------------- | ------------------------------------------------------------------------- | ------------------------------------------------------------------------- | ------------------------------------------------------------------------- |
| 26-3-2024                                                                 | Lubiana                                                                   | Slovenia                                                                  | 2 – 0                                                                     | Portogallo                                                                | Amichevole                                                                | -                                                                         | 46’ 65’                                                                   |
| 4-6-2024                                                                  | Lisbona                                                                   | Portogallo                                                                | 4 – 2                                                                     | Finlandia                                                                 | Amichevole                                                                | -                                                                         |                                                                           |
| 18-6-2024                                                                 | Lipsia                                                                    | Portogallo                                                                | 2 – 1                                                                     | Rep. Ceca                                                                 | Euro 2024 - 1º turno                                                      | 1                                                                         | 90’ 90+3’                                                                 |
| 26-6-2024                                                                 | Gelsenkirchen                                                             | Georgia                                                                   | 2 – 0                                                                     | Portogallo                                                                | Euro 2024 - 1º turno                                                      | -                                                                         |                                                                           |
| 1-7-2024                                                                  | Francoforte sul Meno                                                      | Portogallo                                                                | 0 – 0 dts (3 – 0 dtr)                                                     | Slovenia                                                                  | Euro 2024 - Ottavi di finale                                              | -                                                                         | 76’                                                                       |
| 5-7-2024                                                                  | Amburgo                                                                   | Portogallo                                                                | 0 – 0 dts (3 – 5 dtr)                                                     | Francia                                                                   | Euro 2024 - Quarti di finale                                              | -                                                                         | 74’                                                                       |
| 15-10-2024                                                                | Glasgow                                                                   | Scozia                                                                    | 0 – 0                                                                     | Portogallo                                                                | UEFA Nations League 2024-2025 - 1º turno                                  | -                                                                         | 61’                                                                       |
| 18-11-2024                                                                | Spalato                                                                   | Croazia                                                                   | 1 – 1                                                                     | Portogallo                                                                | UEFA Nations League 2024-2025 - 1º turno                                  | -                                                                         | 71’                                                                       |
| 23-3-2025                                                                 | Lisbona                                                                   | Portogallo                                                                | 5 – 2 dts                                                                 | Danimarca                                                                 | UEFA Nations League 2024-2025 - Quarti di finale                          | -                                                                         | 81’                                                                       |
| 4-6-2025                                                                  | Monaco di Baviera                                                         | Germania                                                                  | 1 – 2                                                                     | Portogallo                                                                | UEFA Nations League 2024-2025 - Semifinale                                | 1                                                                         | 58’                                                                       |
| 8-6-2025                                                                  | Monaco di Baviera                                                         | Portogallo                                                                | 2 – 2 dts (5 – 3 dtr)                                                     | Spagna                                                                    | UEFA Nations League 2024-2025 - Finale                                    | -                                                                         | 46’                                                                       |
| Totale                                                                    |                                                                           | Presenze                                                                  | 11                                                                        |                                                                           | Reti                                                                      | 2                                                                         |                                                                           |

## Palmarès

### Club
- Campionato portoghese: 1

Porto: 2021-2022
- Coppa del Portogallo: 2

Porto: 2021-2022, 2023-2024

### Nazionale
- UEFA Nations League: 1

2024-2025